# Steyr AUG
Súng Steyr AUG (Armee Universal Gewehr = súng quân dụng phổ thông) là một loại súng trường tấn công của Áo theo kiểu Bullpup với cỡ đạn 5,56x45mm NATO. Súng được công ty Steyr Mannlicher GmbH & Co KG giới thiệu vào năm 1976.Quân đội Áo chính thức sử dụng súng AUG với tên gọi StG 77 vào năm 1977, thay thế súng trường tự động StG 58 sử dụng cỡ đạn 7.62mm (dưới giấy phép của FN FAL). Kể từ 1978, AUG trở thành súng tiêu chuẩn của quân đội Áo và các lực lượng cảnh sát khác. Ngoài ra, nhiều lực lượng vũ trang khác cũng sử dụng AUG như quân đội Argentina (từ năm 1985), Ireland, Luxembourg, Ả Rập Xê Út, Tunisia (từ năm 1978), New Zealand, Bolivia, Ecuador, Pakistan, Cục Hải quan và Biên phòng Hoa Kỳ (từ năm 1988).Súng thường sử dụng ống ngắm Swarovski 1.5x.

## Thiết kế
Steyr AUG phiên bản tiêu chuẩn có độ dài 790 mm, nòng dài 508 mm với trọng lượng 3,6 kg. AUG có kết cấu chính bằng nhựa cao phân tử, chỉ được gia cố kim loại ở các vị trí cần thiết. AUG có thiết kế bullpup với vành bao quanh cò rất lớn, giúp xạ thủ có thể sử dụng dễ dàng kể cả khi đeo găng tay, ngoài ra vành bao này có chức năng tăng độ chắc chắn cho tay nắm chính. Một tay nắm phụ cũng được bố trí sẵn để thuận tiện cho xạ thủ trong việc cầm nắm.
AUG có thiết kế theo kiểu mô-đun tích hợp, cụ thể gồm 6 khối chính: Nòng, kính ngắm tích hợp, buồng đạn, cò, báng và hộp tiếp đạn. Nòng của AUG có 4 rãnh xoắn theo tỉ lệ 1:9 giúp ổn định đường đạn với các cỡ nòng có thể thay thế dễ dàng: tiêu chuẩn (508 mm), tiểu liên (350 mm), carbine (407 mm) và súng máy hạng nhẹ (621 mm).
Mặc định, AUG bản tiêu chuẩn sẽ được trang bị kính ngắm Swarovski có độ phóng đại 1,5x, đặt hơi lệch về phía phải bên cạnh thước ngắm cơ khí dự phòng mà không có hệ thống ray Picatinny (chỉ có ở các phiên bản cải tiến).

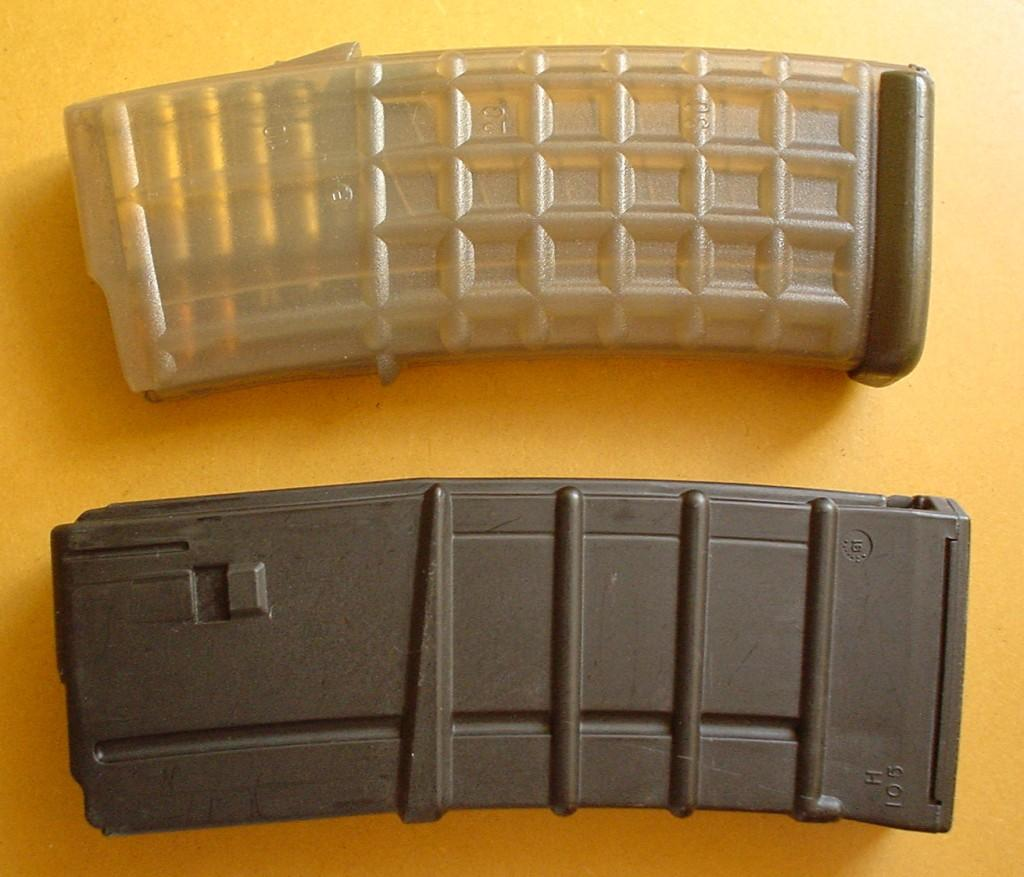
So sánh hộp tiếp đạn polymer của Steyr AUG (trên) và M16 (dưới).

## Các biến thể
Steyr AUG A1: phiên bản đầu tiên của dòng AUG, dùng ống ngắm swarovski 1,5x.
Steyr AUG A2: cải tiến từ AUG A1, sử dụng được nhiều loại kính ngắm nhờ hệ thống ray picatiny.

Góc nhìn bên trái của Steyr AUG A2 với nòng 407 mm và ray picatinny.

Steyr AUG A3: giới thiệu vào năm 2005, phiên bản hiện đại của AUG, có 4 thanh ray picatiny.
Steyr AUG A3 SF: Steyr AUG A3 SF, còn được gọi là AUG A2 Commando hoặc StG 77 A2, tương tự như AUG A2 nhưng có vài điểm khác biệt với ống nhắm có độ phóng đại 1,5× hoặc 3×. Nó đã được thông qua bởi lực lượng đặc biệt Áo (Jagdkommando) vào cuối năm 2007.

Góc nhìn bên phải của Steyr AUG A3 với đèn pin, ống ngắm và tay nắm dọc Surefire M900.

Steyr AUG PARA: biến thể sử dụng đạn 9x19mm Parabellum, tương thích với hộp tiếp đạn của MPi 69. Giới thiệu lần đầu vào năm 1988.

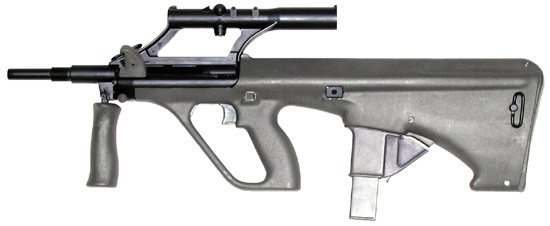
Góc nhìn bên phải của Steyr AUG Para.

AUG A3 Para XS: là phiên bản 9mm của AUG A3 và hoạt động tương tự như AUG PARA. Nó có nòng 325 mm (12.8 in) và được gắn thêm thanh ray picatiny.
Steyr AUG HBAR: (Heavy Barreled Automatic Rifle) là một phiên bản dài hơn, nặng hơn để sử dụng như một khẩu súng máy hạng nhẹ hoặc vũ khí cấp tiểu đội.
Steyr AUG LMG: (Light Machine Gun) là phiên bản súng máy hạng nhẹ của AUG, dựa trên khẩu Steyr AUG HBAR, được gắn thêm chân chống chữ V.
Steyr AUG DMR: là biến thể súng trường thiện xạ của AUG, dựa trên khẩu HBAR nhưng nó có chân chống ở đằng trước nòng súng.
Steyr AUG P: phiên bản bán tự động của AUG với nòng ngắn, thích hợp với một số đơn vị thực thi pháp luật.
Steyr AUG M203: là một khẩu AUG được gắn thêm ống phóng lựu M203.
Steyr AUG AG-C: là một khẩu AUG được gắn thêm ống phóng lựu AG-C.

## Các quốc gia sử dụng
- Áo
- Úc
- Argentina
- Malaysia
- Đài Loan
- Cameroon
- Ireland
- Luxembourg